# 維波夫茲基 (佩列亞斯拉夫-赫梅利尼茨基區)
50°3′48″N 31°40′0″E / 50.06333°N 31.66667°E
維波夫茲基（烏克蘭語：Виповзки）是位於烏克蘭北部的村莊，由基辅州鲍里斯皮尔区的塔尚市鎮負責管轄。該村面積2.33平方公里，海拔高度100米，2001年人口526，人口密度每平方公里225.8人。